# Лиман (Лиманский сельский совет, Татарбунарский район)
Лиман (укр. Лиман; рум. Zolocari) — село в Татарбунарском районе Одесской области Украины. Расположено в 5 км от Чёрного моря, в 2 км от озера Сасык и в 30 км к югу от районного центра Татарбунары.
В 5 км от села расположен курорт Катранка — на берегу озера-лимана Джантшейское, у Чёрного моря.

## Местный совет
68141, Одесская обл., Татарбунарский р-н, с. Лиман, ул. Ленина, 47а, тел. (04844) 94-2-19, факс 31-0-59.

## Исторические данные
В конце 1806 года штабс-капитан И. П. Котляревский и бригадир Катержи в отчете о поездке по кишлакам буджакских татар отметили большую численность христианского населения в Килийской райе, упоминая среди таких поселений и Золокарь. В 1807 году татары из Буджака были выселены.
Поселение под названием Золокары вновь было основано в 1812 году задунайскими казаками на месте татарского кишлака Буюк Золокары. Согласно Статистическому описанию Бессарабии (1822—1828), в 1827 году в селе Золокары проживало 282 чел., за селом было закреплено 2979 десятин земли.
В 1945 г. Указом ПВС УССР село Золокары переименовано в Лиман.

## Местный совет
68141, Одесская обл., Татарбунарский р-н, с. Лиман, ул. Ленина, 47а (укр.)